# Osor (Spanyolország)
Osor település Spanyolországban, Girona tartományban. Osor Susqueda, La Cellera de Ter, Anglès, Brunyola, Santa Coloma de Farners és Sant Hilari Sacalm községekkel határos. Lakosainak száma 418 fő (2024).

## Népesség
A település népessége az elmúlt években az alábbi módon változott:
| Lakosok száma | 358  | 1325 | 1319 | 996  | 517  | 429  | 354  | 452  | 428  | 418  |
|               | 1717 | 1887 | 1936 | 1960 | 1986 | 2004 | 2009 | 2014 | 2019 | 2024 |